# Bilaspur, Himachal Pradesh

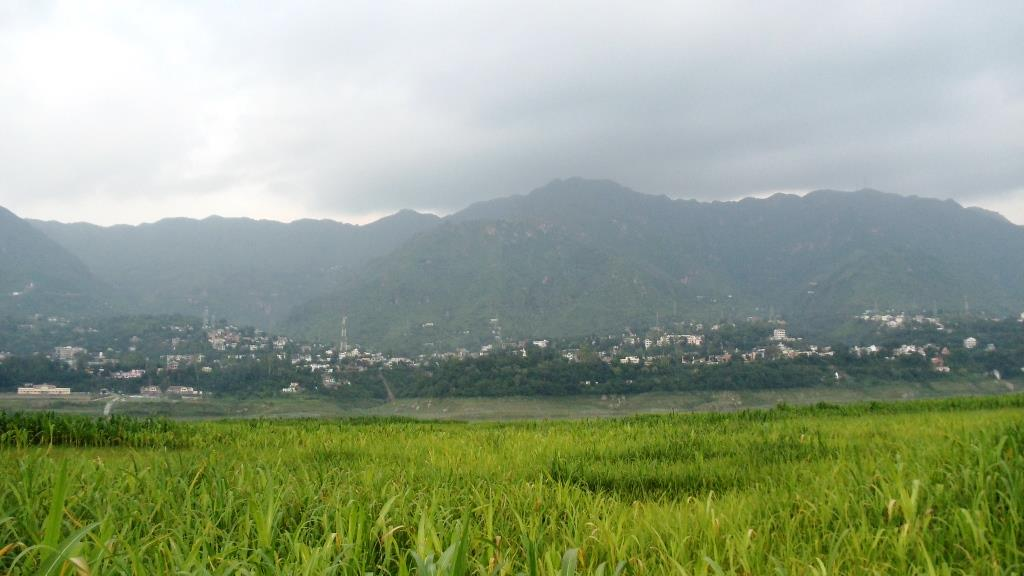
Vy över Bilaspur.

Bilaspur är en stad i den indiska delstaten Himachal Pradesh, och är huvudort för ett distrikt med samma namn. Folkmängden uppgick till 13 654 invånare vid folkräkningen 2011.